# Calling Dr. Gillespie
Calling Dr. Gillespie ist ein US-amerikanisches Filmdrama in schwarz-weiß aus dem Jahr 1942. Regie führte Harold S. Bucquet. Das Drehbuch stammt von Harry Ruskin und Willis Goldbeck nach einer Geschichte von Kubec Glasmon. Die Hauptrollen spielten Lionel Barrymore, Philip Dorn und Donna Reed. Calling Dr. Gillespie ist der zehnte Film der Dr.-Kildare-Serie von Metro-Goldwyn-Mayer und der erste ohne Dr. Kildare.

## Handlung
Endlich hat Marcia Bradburn, die in einer von Emma Hope geleiteten Mädchenschule lebt, von ihren Eltern die Erlaubnis erhalten, sich regelmäßig mit ihrem Freund Roy Todwell zu treffen. Emma Hope erinnert Marcia aber daran, dass sie ihren Eltern versprochen habe, nichts zu überstürzen, und Marcia will ihre Versprechen einhalten. Sie läuft sofort zu Roy, der im Garten der Schule wartet. Dieser ist aber weniger geduldig und verlangt von Marcia, sofort mit ihm durchzubrennen und ihn zu heiraten. Als sie aber darauf besteht, noch etwas zu warten, nimmt Ray einen Stein aus dem Garten, tötet damit seinen Hund und fährt mit seinem dort geparkten Auto weg. Die schockierte Marcia erzählt Emma Hope davon. Diese ruft ihren alten Freund Dr. Leonard Gillespie vom Blair General Hospital in New York an und bittet ihn, Roy zu untersuchen. Dr. Gillespie zieht den jungen Arzt Dr. John Hunter Gerniede hinzu, der sich auf Psychiatrie spezialisieren möchte. Nach der Zustimmung von Roys Eltern fahren die beiden zu einer Feier in der Schule. Dr. Gillespie unterhält sich mit den Mädchen, während Dr. Gerniede im Garten mit Marcia und Roy spricht. Dabei führt er die beiden auch an die Stelle, an der Roy den Hund getötet hat, und stellt dabei fest, dass dieser sich nicht an die Sache erinnern kann. Nach weiteren Untersuchungen kommen Dr. Gillespie und Dr. Gerniede zu dem Schluss, dass Roy an Dementia praecox leide und daher in psychiatrische Behandlung gehöre. Roys Eltern glauben aber nicht an diese Diagnose. Mit Unterstützung ihres Hausarztes Dr. Ward O. Kenwood verweigern sie die Einweisung ihres Sohnes und zudem jegliche weitere Zusammenarbeit.
Bei einem Spaziergang in der Stadt bleiben Marcia und Roy vor einem Schaufenster stehen, in dem eine Spielzeugeisenbahn fährt und ein Modellflugzeug fliegt. Die dabei erzeugten Geräusche werden mit einem Lautsprecher auf die Straße übertragen. Auf ein Signal der Spielzeugeisenbahn hin schlägt Roy das Fenster ein, springt auf die Auslage, zerstört den gesamten Aufbau. Dabei sagt er, er werde auch Dr. Gillespie zerstören. Marcia meldet diesen Vorfall an Dr. Gerniede. Dr. Kenwood glaubt aber immer noch nicht an die Diagnose und will Roy erst einmal mit Hilfe von Medikamenten beruhigen. Dieser nimmt die Tablette aber nicht und verlässt das Haus fluchtartig, kurz nachdem Dr. Kenwood das Zimmer verlassen hat. Kurz darauf findet die Krankenschwester Nosey Parker eine Karte aus Boston in der Post, in der Roy Dr. Gillespie bedroht. Sie meldet dies Dr. Carew, dem Leiter des Krankenhauses, der ein Treffen mit Dr. Gerniede und Molly Byrd einberuft. Dr. Gerniede hält sogar einen Mordversuch für möglich und erkennt dabei, dass Roys Anfälle durch Geräusche wie das eines Zugsignals ausgelöst werden. Sie beschließen, den Krankenwagenfahrer Joe Wayman zum Personenschutz von Dr. Gillespie, der die Sache vermutlich nicht ernst nehmen werde, einzuteilen. Kurz darauf erhält Dr. Gerniede eine weitere Karte von Roy, dieses Mal aus Detroit, die die Drohung bestätigt. Roy versucht inzwischen in Detroit die Tänzerin Bubbles zu verführen. Er möchte sie mit einem Sportwagen beeindrucken. Dazu bestellt er einen solchen Wagen und lässt ihn sich in ein leer stehendes Haus liefern. Er bringt die beiden Lieferanten dort um. Bei einem weiteren Treffen mit Bubbles bemerkt er aber, dass ihm die Polizei auf den Fersen ist, und verlässt die Stadt.
Eines Abends sieht Marcia von ihrem Zimmer aus Roy im Garten der Mädchenschule. Als sie sich an Emma wendet, ruft diese Dr. Gerniede an und schickt Marcia in die Klinik. Dr. Gerniede bringt sie in seiner Wohnung im Krankenhaus unter und bittet sie, sich dort einzuschließen. Kurz darauf findet er im Krankenhaus Spuren von Roy. Dr. Carew ruft daraufhin die Polizei. Roy ermordet einen Assistenten von Dr. Kenwood, der gerade in der Klinik ist, und nimmt dessen Identität an. Er macht sich auf die Suche nach Dr. Gillespie. Marcia, die er angerufen hatte und die sich daraufhin mit ihm getroffen hat, will ihn geheilt sehen, und verabredet telefonisch mit Dr. Gerniede ein Treffen in Dr. Gillespies Büro. Dort angekommen, spricht auch Roy nur von seiner Heilung. Daraufhin bitten Dr. Gillespie und Dr. Gerniede die Polizisten, das Zimmer zu verlassen, woraufhin Roy eine versteckte Pistole zieht und damit Dr. Gillespie töten will. Dr. Gerniede ruft daraufhin unbemerkt Joe Wayman, der Roy außer Gefecht setzt. Ein paar Wochen später versichert Dr. Gillespie Marcia bei deren Abschlussfeier, dass Roy nicht wusste was er tat und nicht dafür verantwortlich gemacht werden kann. Dr. Gerniede bekommt endlich einen Platz in der Psychiatrie, nachdem er ein Angebot aus Kansas bekommen und sich Dr. Gillespie für ihn eingesetzt hatte.

## Hintergrund

### Born to Be Bad
Der zehnte Film von Metro-Goldwyn-Mayers Filmreihe um Dr. Kildare entstand nach der 1937 geschriebenen Vorlage Dr. Kildare’s Triple X von Kubec Glasmon. Er wurde vom 4. Februar bis Ende März 1942 mit Lew Ayres, Lionel Barrymore und Ann Ayars in den Hauptrollen gedreht. Mitte März 1942 wurde Born to Be Bad als neuer Dr. Kildare Film mit dieser Besetzung angekündigt.
Inzwischen war Lew Ayres kurz nach dem Eintritt der USA in den Zweiten Weltkrieg zum Militärdienst eingezogen worden. Der Dienst an der Waffe kam für Ayres, der mit der Hauptrolle in dem Antikriegsfilm Im Westen nichts Neues bekannt geworden war, nicht in Frage. Stattdessen bewarb er sich für den Sanitätsdienst. Qualifiziert dazu war er, er hatte beim Roten Kreuz bereits mehrere Kurse über Erste Hilfe gehalten. Als seine Bewerbung abgelehnt wurde, verweigerte er den Kriegsdienst.
Anfang April 1942 begann er einen Ersatzdienst in Cascade Locks, Oregon. Nachdem Ayres dies in einem Brief an die Los Angeles Times bekannt gegeben hatte, brach ein Sturm der Entrüstung los. Kinos erhielten empörte Anrufe, insbesondere von Mitgliedern der Amerikanischen Legion, die forderten, Filme mit Lew Ayres aus dem Programm zu nehmen. Der Stadtrat von Boston sprach sich ohne Gegenstimme dafür aus, allen Kinos, die einen Film mit Lew Ayres zeigen, die Lizenz zu entziehen. Viele Kinos nahmen die Filme tatsächlich aus dem Programm. Dies betraf hauptsächlich den Vorgängerfilm Dr. Kildare’s Victory und den Thriller Schatten am Fenster. Zwar beruhigte sich die Lage bald wieder, nachdem Lew Ayres in den Sanitätsdienst der Armee aufgenommen worden war, doch hatte MGM bereits mit weiteren Dreharbeiten begonnen, um Lew Ayres durch Philip Dorn zu ersetzen. Dabei wurden auch die Szenen mit Ann Ayars entfernt. Dies kostete 100.000 Dollar.

### Besetzung und Technischer Stab
Donna Reed, die in Calling Dr. Gillespie noch am Anfang ihrer Karriere stand, war verärgert, wie mit Lew Ayres umgegangen wurde; sie nannte das eine „Schande für die Demokratie.“ Die junge Ava Gardner hatte einen Kurzauftritt als eine der Klassenkameradinnen von Marcia.
Für das Szenenbild in Calling Dr. Gillespie waren Cedric Gibbons sowie Edwin B. Willis verantwortlich. Die Kostüme kamen von Kalloch.

### Erstaufführung
Calling Dr. Gillespie wurde am 9. Juli 1942 in New York City uraufgeführt und von Metro-Goldwyn-Mayer vertrieben. Eine deutschsprachige Version des Filmes gibt es nicht.

## Rezeption

### Kritiken

#### Zeitgenössische Kritiken
Die zeitgenössischen Kritiker taten sich etwas schwer mit Calling Dr. Gillespie. Wenig einheitlich nannten sie den Film „unbeholfen“, „morbide“, vorhersehbar und mit einer dünnen Geschichte. Er erreiche nicht den Standard der Serie, ihm fehle deren Qualität. Er sei nicht überzeugend und manchmal auch unglaubwürdig, und er wisse nicht, ob er ein Thriller oder ein Melodram sein wolle. Der Film und auch die Drehbuchautoren seien etwas verwirrt.
Zudem beschwerte sich Motion Picture Reviews, dass die Krankenhausregeln lächerlich gemacht würden, nur um etwas Humor einzustreuen. Harrisons Reviews zeigten sich schockiert darüber, dass ein Schoßhund getötet wird, so sehr, dass es in einem Extraabschnitt diskutiert wurde. Dabei warf man Regisseur Harold S. Bucquet Geschmacklosigkeit vor und forderte die Produzenten auf, in Fällen wie diesem sorgfältiger zu sein.
Die schauspielerischen Leistungen werden positiv beurteilt, teilweise allgemein. Hervorgehoben wird neben Lionel Barrymore vor allem Philip Dorn. Donna Reed wird gelobt, allerdings auch weil sie dekorativ sei. Phil Brown sei vielversprechend, wenn auch nur zeitweise überzeugend. Exzellent sei die Kameraarbeit von Ray June.

#### Moderne Kritiken
Paul Mavis sah in Calling Dr. Gillespie eine Übergangsfolge in der Dr.-Kildare-/ Dr.-Gillespie-Serie, die unglücklicherweise sehr viel interessanter sei, wenn sie die Konventionen der Serie ignoriere und sich auf Suspense konzentriere. Der Verlust der Figur des Dr. Kildare verändere die Serie, allerdings nicht zum Besseren. Zwar seien die bekannten Nebendarsteller noch da und auch ganz gut, doch sei nicht zu übersehen, dass das Herz der Serie fehle. Sanderson Beck vermisste die Wärme der Dr.-Kildare-Filme, während Leonard Maltin ein vergnügliches Melodram sah.